# Exyston sponsorius
Exyston sponsorius är en stekelart som först beskrevs av Fabricius 1781.  Exyston sponsorius ingår i släktet Exyston och familjen brokparasitsteklar. Arten är reproducerande i Sverige. Inga underarter finns listade i Catalogue of Life.